# Anthophora rogenhoferi
Anthophora rogenhoferi är en biart som beskrevs av Morawitz 1872. Anthophora rogenhoferi ingår i släktet pälsbin, och familjen långtungebin. Inga underarter finns listade i Catalogue of Life.